# Eutrypanus dorsalis
Eutrypanus dorsalis là một loài bọ cánh cứng trong họ Cerambycidae.